# 1996年アトランタオリンピックのエチオピア選手団
1996年アトランタオリンピックのエチオピア選手団（1996ねんアトランタオリンピックのエチオピアせんしゅだん）は、1996年7月19日から8月4日にかけてアメリカ合衆国のジョージア州アトランタで開催された1996年アトランタオリンピックのエチオピア選手団、およびその競技結果。

## 概要
今大会は金メダル2個、銅メダル1個の合計3個のメダルを獲得した。

## メダル
| メダル | 選手名                 | 競技 | 種目         |
| ------ | ---------------------- | ---- | ------------ |
| 金     | ハイレ・ゲブレセラシエ | 陸上 | 男子10000m   |
| 金     | ファツマ・ロバ         | 陸上 | 女子マラソン |
| 銅     | ゲテ・ワミ             | 陸上 | 女子10000m   |